# Sân bay Pangkor
Sân bay Pangkor (IATA: PKG, ICAO: WMPA) là một sân bay trên đảo Pangkor (Pulau Pangkor), ngoài khơi của Perak ở bán đảo tây bắc Malaysia.

## Các hãng hàng không và tuyến điểm
Hiện có các hãng sau hoạt động tại sân bay Pangkor:
- Berjaya Air (Kuala Lumpur-Subang)[3]